# 4-Methylcyclohexylmethanol
4-Methylcyclohexylmethanol ist eine chemische Verbindung aus den Klasse der Cycloalkane und der Alkohole.

## Eigenschaften
Aufgrund des Substitutionsmusters am Cyclohexanring tritt 4-Methylcyclohexylmethanol in Form von cis,trans-Isomeren  auf, die unterschiedliche Eigenschaften besitzen. Bei technischen Anwendungen wird meist ein Gemisch der beiden Isomere eingesetzt.
| 4-Methylcyclohexylmethanol (Isomere) | 4-Methylcyclohexylmethanol (Isomere) |
| ------------------------------------ | ------------------------------------ |
|                                      |                                      |
| cis-4-Methylcyclohexylmethanol       | trans-4-Methylcyclohexylmethanol     |

## Verwendung
4-Methylcyclohexylmethanol ist ein Lösungsmittel, es wird zur Schaumflotation (englisch froth flotation) in der Kohlenwäsche verwendet.

## Freisetzung
4-Methylcyclohexylmethanol gelangte zu medialer Aufmerksamkeit, als am 9. Januar 2014 durch den Chemieunfall bei Elk River mehrere Tausend Liter der Substanz in die Umwelt gelangten.